# Eleccions legislatives islandeses de 1978
Les eleccions legislatives islandeses de 1978 es van dur a terme el 25 de juny d'aquest any per a escollir als membres de l'Alþingi. El més votat fou el Partit de la Independència, obtenint 14 dels 40 escons de la Cambra Baixa de l'Alþingi, i Ólafur Jóhannesson fou primer ministre d'Islàndia d'un govern de coalició entre el Partit de la Independència i el Partit Progressista.

## Resultats electorals
| Partits                 | Partits                                         | Vots    | %     | Escons per cambra | Escons per cambra | Escons per cambra | Escons per cambra |
| Partits                 | Partits                                         | Vots    | %     | Baixa             | +/−               | Alta              | +/−               |
| ----------------------- | ----------------------------------------------- | ------- | ----- | ----------------- | ----------------- | ----------------- | ----------------- |
|                         | Partit de la Independència (D)                  | 39.982  | 32,72 | 14 / 40           | 3                 | 6 / 20            | 2                 |
|                         | Aliança Popular (G)                             | 27.952  | 22,87 | 9 / 40            | 2                 | 5 / 20            | 1                 |
|                         | Partit Socialdemòcrata (A)                      | 26.912  | 22,02 | 9 / 40            | 6                 | 5 / 20            | 3                 |
|                         | Partit Progressista (B)                         | 20.656  | 16,90 | 8 / 40            | 3                 | 4 / 20            | 2                 |
|                         | Unió de Liberals i Esquerrans (F)               | 4.073   | 3,33  | 0 / 40            | 2                 | 0 / 20            | =                 |
|                         | Votants independents als fiords occidentals (H) | 776     | 0,63  | 0 / 40            | Nou               | 0 / 20            | Nou               |
|                         | Votants independents a Reykjanes (V)            | 592     | 0,48  | 0 / 40            | Nou               | 0 / 20            | Nou               |
|                         | El Partit Polític (S)                           | 486     | 0,40  | 0 / 40            | Nou               | 0 / 20            | Nou               |
|                         | Votants independents al Sud (L)                 | 466     | 0,38  | 0 / 40            | Nou               | 0 / 20            | Nou               |
|                         | Lliga Comunista Revolucionària (R)              | 184     | 0,15  | 0 / 40            | =                 | 0 / 20            | =                 |
|                         | Partit Comunista d'Islàndia (m-l) (K)           | 128     | 0,10  | 0 / 40            | =                 | 0 / 20            | =                 |
|                         |                                                 |         |       |                   |                   |                   |                   |
| Vots vàlids             | Vots vàlids                                     | 122.207 | 98,26 |                   |                   |                   |                   |
| Vots blancs i nuls      | Vots blancs i nuls                              | 2.170   | 1,74  |                   |                   |                   |                   |
| Total                   | Total                                           | 124.377 | 100   | 40                | =                 | 20                | =                 |
| Abstenció               | Abstenció                                       | 13.405  | 9,73  |                   |                   |                   |                   |
| Inscrits / participació | Inscrits / participació                         | 137.782 | 90,27 |                   |                   |                   |                   |